# Stratoniké (dcera Pleuróna)
Stratoniké nebo Stratonika (starořecky Στρατονίκη) je v řecké mytologii dcera Pleuróna z Aitolia a jeho manželky Xanthippy.
Stratoniké, dcera Pleuróna, je známá pouze ze záznamu antického autora Apollodora z Athén, který uvádí, že její rodiče měli kromě ní ještě syna Agénora a dcery Steropu a Laofontu.